# Lentelied
Lentelied is een Nederlandse film uit 1936 onder regie van Simon Koster, in geluid en zwart-wit.

## Verhaal
De lente is aangebroken in Nederland. Het jonge pas verloofde stel Charlotte van Buren en Bobby Bevering uit Rotterdam gaan vakantie vieren in het Zeelandse Zeedorp. Daar wonen ook het jonge stel Frans en Marietje, een mislukte mecanicien die overweegt straatmuzikant te worden en de molenaarsdochter van Willems. Al bij aankomst ontmoeten ze elkaar. Wanneer Bobby's auto ermee ophoudt schiet Frank te hulp. Aangekomen in het hotel, slaan al gauw de lentekriebels toe. De mannen zien meer in elkaars vriendin en ook andersom blijkt het geval.
Als Frans een vliegtuigrit neemt met Charlotte, neemt Marietje wraak door uit te gaan met Bobby. Later die avond missen Frans en Charlotte het vliegtuig terug naar Zeedorp en moeten ze de nacht doorbrengen in hotel 'De Zon' in Haamstede. Hij heeft geld voor slechts één kamer en, hoewel ze zich die dag goed hebben vermaakt in de duinen, laat ze hem overnachten in de buitenlucht. Uit medelijden brengt ze hem die nacht dekens en het romantische uitzicht krijgt al snel vat op ze. Ondertussen heeft ook Bobby gevoelens gekregen voor Marietje. Hij wil haar graag zoenen, maar zij wordt boos en stuurt hem weg.
De volgende dag keren Charlotte en Frans naar Rotterdam om een bezoek te brengen aan haar vader. Hij kijkt op Frans neer, omdat hij geen succes heeft als mecanicien. Charlotte probeert voor hem op te komen en liegt dat hij zeer succesvol is geworden in Londen, bij een concurrerende bedrijf. Van Buren heeft problemen met dat bedrijf en probeert informatie via Frans erachter te komen wat er speelt. Hij voelt zich onder druk gezet en verzint ter plekke de werkwijze van het bedrijf waarnaar gevraagd wordt. Uiteindelijk wordt hem een positie aangeboden bij Van Burens bedrijf. Tijdens de opstelling van het contract krijgt Van Buren een belletje van Bobby, vanuit Zeedorp.
Frans weet dat Marietje in bezit is van de enige telefoon in Zeedorp. Hij vermoedt direct dat er iets gaande wordt en hij vertrekt onmiddellijk, nadat hij heeft toegegeven dat hij alles heeft gelogen. Van Buren is ontdaan, maar Charlotte geeft toe dat ze van hem houdt. Ondertussen neemt Van Burens collega Matthijsen een kijkje naar het verzonnen ontwerp van Frans en ziet daar een veelbelovende lasmethode in. Van Buren reist onmiddellijk met zijn dochter naar Zeedorp om hem alsnog te contracteren. Daar hebben Bobby en Marietje zich reeds met elkaar verloofd. Haar vader kijkt neer op Bobby en verleent haar geen toestemming. Na zijn aankomst jaagt Frans hem onmiddellijk weg. Uiteindelijk worden Charlotte en Bobby en Frans en Marietje met elkaar herenigd. Frans krijgt een belangrijke baan bij Van Buren aangeboden en is hierdoor vol van geluk.

## Rolverdeling
| Acteur            | Personage                  |
| ----------------- | -------------------------- |
| Ank van der Moer  | Charlotte van Buren        |
| Jan Teulings      | Frans Vermeer              |
| Dick Swidde       | Bobby Bevering             |
| Joke Bosch        | Marietje Willems           |
| Lau Ezerman       | Van Buren                  |
| Jules Verstraete  | Willems                    |
| John Schilthuizen | Jef                        |
| Julia Cuypers     | Waardin van Hotel 'De Zon' |
| Nell Knoop        | Juffrouw van der Linden    |
| Cor Hermus        | Matthijsen                 |

## Achtergrond
Regisseur Simon Koster wilde met Lentelied een grootse amusementenfilm maken waarin de Nederlandse cultuur zou worden vastgelegd. Volgens Koster moesten 'jeugdig elan, spontaniteit en vrijheid' van het filmdoek afstralen. De rolprent moest een tegenhanger zijn van Jordaanfilms. Om die reden werden de scènes op locatie gedraaid. Bij de eerste filmkeuring in januari 1936 werd besloten dat de scène, waarin hoofdrolspeelster Ank van der Moer haar jurk optilt en zo haar benen ontbloot, verwijderd moest worden. Pas daarna werd de film toegankelijk bevonden voor alle leeftijden. De productie bleek geen publiekssucces. Het netto resultaat van het project was een verlies van 28.000 gulden, met als resultaat dat distributeur Amstelfilm failliet werd verklaard.
Ook critici spraken negatief over de 'Lentelied'. De productie werd al snel na de première uit de roulatie gehaald, omdat hij te veel bloot zou bevatten en het verhaal tot vreemdgaan zou aanzetten. 'Lentelied' werd eind 2007 door het Filmmuseum gerestaureerd, uitgebracht, en in beperkte oplage als filmklassieker verkocht op DVD. Ook toen spraken critici neerbuigend over de film. Een recensent van Het Parool schreef dat de plot 'zwak is en er matig wordt geacteerd'. Wel oogstten de buitenopnames lof en zou het eindresultaat van de opnamen, in vergelijking tot andere Nederlandse films uit de jaren 30, 'verfrissend' hebben gewerkt.